# Fascioloides magna
Fascioloides magna är en plattmaskart. Fascioloides magna ingår i släktet Fascioloides och familjen Fasciolidae. Inga underarter finns listade i Catalogue of Life.

## Bildgalleri

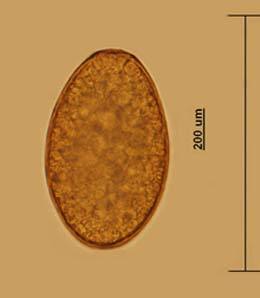
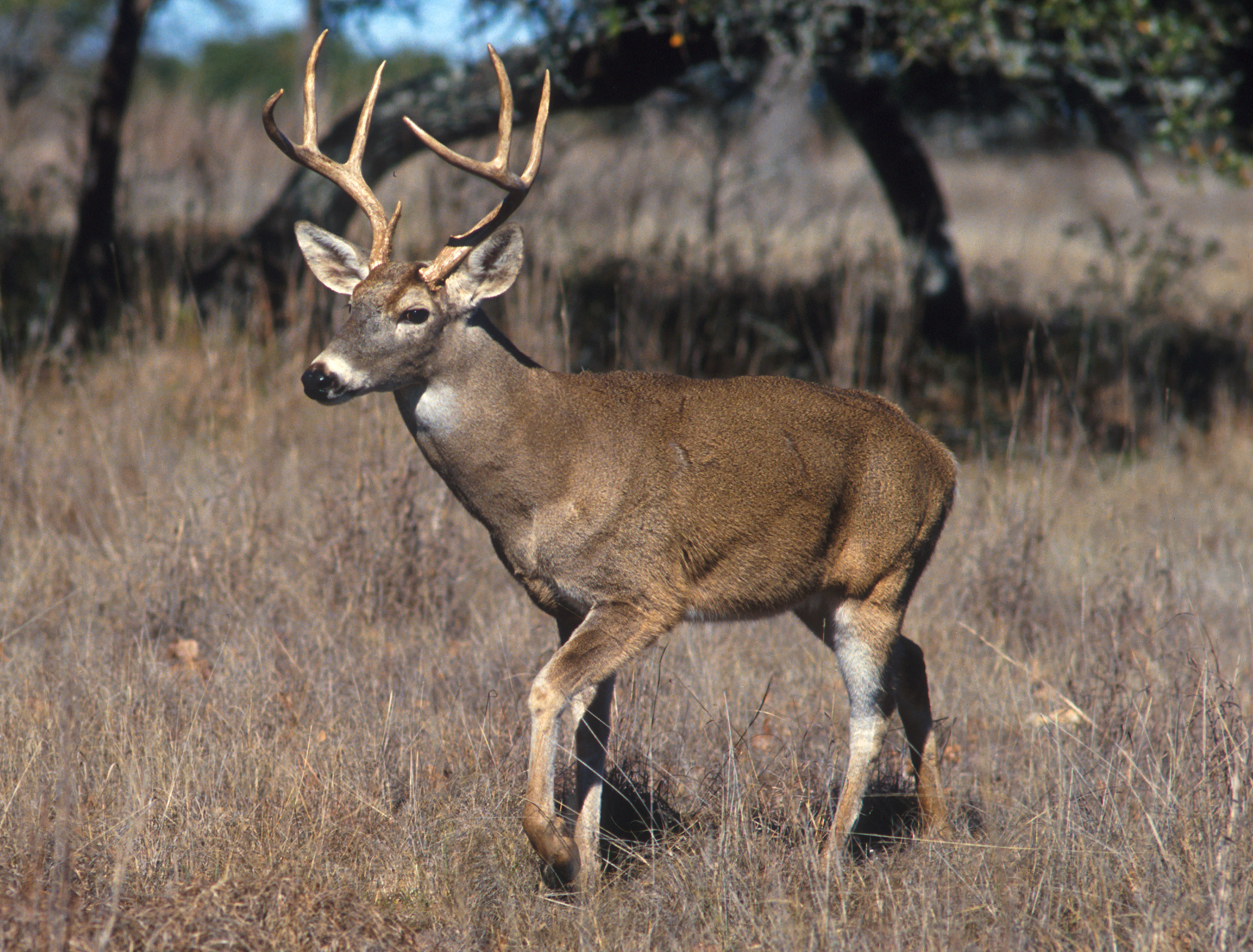
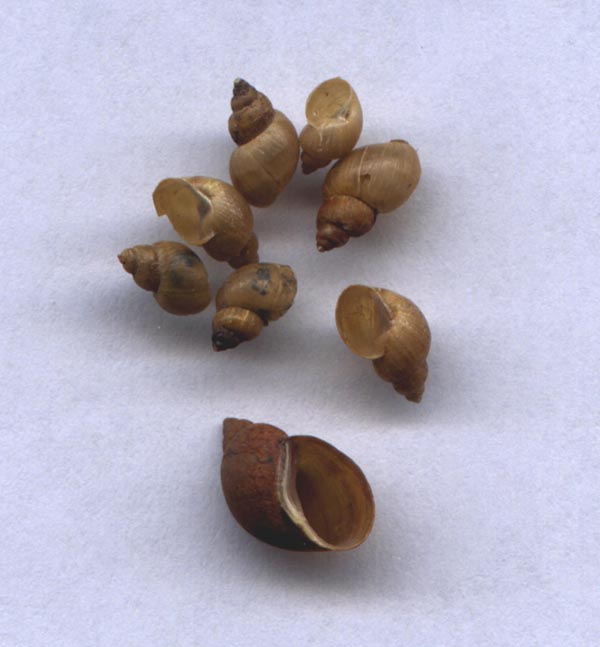
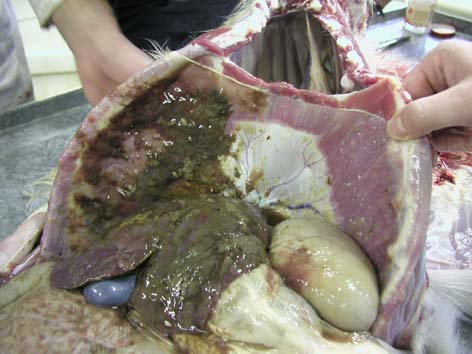
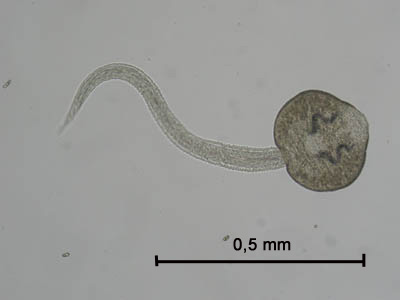
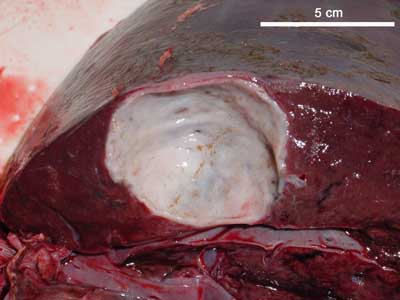